# آلان نورينبيرغ
آلان نورينبيرغ (بالفرنسية: Alain Nurenberg)‏ هو لاعب كرة قدم لوكسمبورغي، ولد في 23 مارس 1961.

## وصلات خارجية
- آلان نورينبيرغ على موقع قاعدة بيانات كرة القدم.إي يو (الإنجليزية)